# Neaspilota floridana
Neaspilota floridana es una especie de insecto del género Neaspilota de la familia Tephritidae del orden Diptera.

## Historia
Ibrahim la describió científicamente por primera vez en el año 1982.